# 古屋茂
古屋 茂（ふるや しげる、1916年3月5日 - 1996年1月3日）は、日本の数学者。専門は解析学。東京大学名誉教授。

## 来歴・人物
立憲民政党所属の政治家・古屋慶隆の次男として岐阜県恵那市に生まれた。兄は元自治大臣の古屋亨、甥は自由民主党所属の衆議院議員・古屋圭司。圭司は茂の末妹の次男として生まれ、茂の兄、すなわち圭司の伯父に当たる亨の養嗣子となった。
1938年東京帝国大学理学部数学科卒業。立教大学、東京大学、青山学院大学の教授を歴任した。東大退官後は、東京大学名誉教授となった。1996年1月3日、心不全のため79歳で死去。

## 主な著書
- 『微分方程式入門』（サイエンス社、1970年）
- 『算数をパズルふうに』（岩波書店、1988年）
- 『行列と方程式』（サイエンス社、1996年新版発行）